# Петерсен, Йоухан
Йо́ухан Пе́тур Пе́терсен (фар. Jóhan Petur Petersen; род. 7 мая 1992 года в Тофтире, Фарерские острова) — фарерский футболист, защитник второй команды клуба «Б68».

## Карьера
Йоухан является воспитанником «Б68» из своей родной деревни Тофтир. Он дебютировал за вторую команду клуба 3 октября 2009 года в матче первого дивизиона против «ТБ». Это была единственная игра защитника в его первом сезоне на взрослом уровне. Сезон-2010 он провёл в качестве основного защитника «Б68 II», приняв участие в 26 матчах первой лиги. В 2011 году состоялся дебют Йоухана за первую команду тофтирцев: 22 мая он заменил Йонлейфа Хёйгора на 90-й минуте встречи с «07 Вестур» в рамках фарерской премьер-лиги. Йоухан более не появлялся в главной команде клуба, однако стабильно выступал в основе «Б68 II» до конца сезона-2012.
В 2013 году он переехал в Рунавуйк и начал играть за третью команду местного «НСИ». В её составе 23 сентября 2017 года Йоухан забил свой первый мяч в карьере, поразив ворота третьей команды клаксвуйкского «КИ» в матче второго дивизиона. Сезон-2019 он провёл в «Б68 III», но в следующем году вернулся в третий состав рунавуйчан. В 2021 году Йоухан снова стал игроком тофтирцев и стал выступать за их вторую команду.